# Arna bipunctapex
Arna bipunctapex là một loài bướm đêm thuộc họ Erebidae. Loài này có ở Ấn Độ tới Đông Dương và ở Đài Loan và Sundaland.
Ấu trùng ăn các loài cây Sepium, Terminalia, Shorea và Caerya.